# Ciociaria nella letteratura
Il Lazio è stato località di ambientazione di moltissime opere artistiche e letterarie in cui figurano alcuni personaggi, spesso ai limiti della legge, detti in modo denigratorio «ciociari» e citati dai granturisti europei, dalla poesia romantica. Con il fascismo il termine "ciociaria" venne imposto in diverse pubblicazioni fasciste di propaganda alla provincia di Frosinone e il termine venne così utilizzato anche dal verismo e dal realismo antifascista nel secondo dopoguerra. Eponimi di questo insieme di opere, che si sovrappongono ad altre realizzazioni artistiche dallo stesso tema, dalla pittura al cinema, sono il Viaggio in Ciociaria di Cesare Pascarella e il romanzo La ciociara di Alberto Moravia. I "ciociari" descritti nella letteratura si caratterizzano generalmente per costumi peculiari ed ambienti remoti e selvaggi, al di fuori delle città del Lazio meridionale, spesso abitanti in capanne sui monti, lontani dagli ambienti floridi dei borghi e dei campi agricoli laziali, ma interagendo con essi. Alcune opere della pubblicistica locale riguardanti la provincia di Frosinone sono riconducibili alla dimensione letteraria e tentano di sovrapporre queste descrizioni romantiche all'intero Basso Lazio che però rimane storicamente e culturalmente ben distinta dai cosiddetti "ciociari".

## I viaggi

### Città di Saturno
Con la definizione di «città saturnie» si fa riferimento a cinque città della Provincia di Frosinone unite nell'archeologia dell'Ottocento per una comune mitica fondazione da parte del dio Saturno durante l'età dell'oro: Alatri, Anagni, Arpino, Atina e Ferentino (detta altrimenti Antino). Il mito è stato per la prima volta registrato da un monaco di Atina e le A iniziali delle cinque città di fondazione saturnia richiamerebbero il pentalfa, attribuito esotericamente a diverse tradizioni religiose di origine iranica, dal manicheismo al mitraismo, più frequentemente ad antichi culti rupestri orientali o al millenarismo cristiano d'ispirazione apocalittica. La città di Atina oggi nel proprio stemma ricorda la leggenda con la frase «Atina Civitas Saturni Latio» (Atina la città di Saturno nel Lazio), anticamente invece con la sigla A.S.F., interpretata come «Atina Saturni Filia» (Atina è figlia di Saturno).

### Ferdinando Gregorovius
Le leggende e le suggestioni che a Roma si raccontavano delle regioni remote e montane intorno la capitale, prima dell'Unità d'Italia, furono recepite anche dallo storico Ferdinand Gregorovius. Nelle sue Peregrinazioni in Italia parla ampiamente del Lazio, in modo abbastanza letterario, e cerca di stabilirvi dei confini territoriali senza però fonti attendibili, finendo per creare nuovi toponimi che risultano quasi un artificio letterario. Attorno al 1858, egli designa una montagna nei pressi di Alatri come montagna latina ciociara («der lateinischen Bergciociaren»)) e nel narrare il viaggio nella Campagna di Roma, alcune montagne e valli "belle e selvagge" ("wilden und schönen") vengono definite terre ciociare («Ciociarenlandes»). Da queste descrizioni, che riguardavano solo le aree montane più remote, Gregorovius comunque esclude le città storiche e i centri dell'attuale provincia di Frosinone, il cui territorio è invece definito campagna latina ("lateinischen Campagna"), monti latini («des lateinischen Berglandes») o valle latina («dies lateinische Tal»).

## Romanticismo e decadentismo
Gli autori del romanticismo non trattano direttamente i ciociari. Alcuni riferimenti dimostrano però che per alcuni di loro questa immagine era familiare. Celebre l'evocazione del Carducci, che in Dinnanzi alle terme di Caracalla descrive l'alienazione nell'immagine di un ciociaro romano, fra i ruderi degli antichi «giganti», lamentando il decadimento della città e l'indifferenza della storia e della dea Roma dormiente davanti al mutare del tempo e alla distruzione della cultura e dei monumenti del passato, in un'immagine che ricorda molto da vicino il «male di vivere» e la «divina indifferenza» del Montale.
grave fischiando tra la folta barba,

passa e non guarda. Febbre, io qui t'invoco,

nume presente.»
(Carducci G., Dinnanzi alle terme di Caracalla, in «Odi Barbare» del 1889)
In una descrizione della Roma preunitaria Giovanni Pascoli ricorda «fanciulle ciociare assise presso l'ignota fonte Iuturna». Ancora una volta personaggi ciociari sono affiancati a luoghi del mito e della tradizione antica, in un riferimento esplicito al mondo pagano: un gruppo di donne sono vicino ad un luogo d'acqua, la leggendaria fonte della ninfa Giuturna che già nell'Eneide evocava i riti italici precedenti l'urbanesimo romano antico. La poesia prosegue a narrare un paesaggio agreste che ha occupato lo spazio dell'area urbana della Roma antica, con frati, buoi e roveti.
e s'udiva una lunga eco di mugli.
E fanciulle ciociare erano assise
presso l'ignota fonte di Iuturna;
per la Via Sacra andava lento un frate;»
(Pascoli G., Garibaldi fanciullo a Roma, IV, 3-7.)

Adocchiate le maniere del verismo, D'Annunzio in una sua novella descrive i «ciociari di Atina», che però appaiono già con tutta la vivacità delle figure del simbolismo e dell'evocazione retorica, suggestiva e fantastica delle tradizioni popolari, fatta poi propria dalla propaganda del fascismo. 
(D'Annunzio G., Novelle della Pescara, La vergine orsola.)

## Verismo e realismo

### Targioni Tozzetti
Nella stagione verista della letteratura italiana la Ciociaria occupa uno spazio marginale, legato per lo più alle esperienze poetiche e folkloriche della Roma diventata capitale d'Italia. La prima visione antiromantica del mondo del basso Lazio viene fornita da Giovanni Targioni Tozzetti. Gli intellettuali e gli studiosi d'Italia che aderirono ai modelli culturali e alle tendenze letterarie postunitarie inaugurarono lo studio delle identità regionali della nuova nazione, non più cercando materiale nella letteratura storiografica ma adottando primitivi metodi comparativi entro l'insieme delle tradizioni popolari di tutta la penisola. Il Targioni Tozzetti, seguendo i metodi del Giuseppe Pitrè, pubblica un'antologia di favole popolari ceccanesi in cui registra i riti e la memoria della popolazione di Frosinone e parte del circondario. Con la semplice raccolta di storie, intitolata novelline popolari romane, egli registra pure alcuni usi ciociari quali i riti di corteggiamento e prematrimoniali, che con stupore l'autore scopre benché coloriti piuttosto prosaici dal punto di vista sentimentale, e la celebre festa della ràdica di Frosinone e Ceccano.

### Pascarella
La scuola demologica italiana influenzò ampiamente in verismo, portando in ambito letterario la reazione all'idealismo avvenuta nell'Italia meridionale con Giuseppe Pitrè, Verga, De Roberto. Nel Lazio Cesare Pascarella fu sensibile alle tematiche della nuova corrente letteraria, vagamente riscontrabili nel suo Viaggio in Ciociaria. Un tour del poeta romano da Ceccano ad Atina attraverso la valle del Liri è descritto come un confronto fra l'autore e la popolazione locale, fra cui figurano personaggi dagli strani costumi, confuse forme di devozione, tra superstizione e blasfemia, spesso con evocazioni manieristiche di personaggi arcadici, recuperati poi nella letteratura antifascista del dopoguerra di Pasolini. Pascarella cita espressioni della parlata locale in un dialetto a volte artificiale e manieristico, in cui convergono modelli romaneschi (nun me) con soluzioni fonetiche tipicamente meridionali come la dittongazione di o e di e in sillaba tonica (metafonia napoletana), nonché l'uscita in -u della maggior parte delle parole maschili singolari. Ricorda la processione di San Domenico presso l'abbazia sorana, e con ironia l'ingenuità dei devoti al santo.

### Moravia
La ciociara

### Landolfi
Tommaso Landolfi, nativo di Pico, antico borgo assiepato su di un poggio che sorge tra Cassino, i Monti Aurunci e Gaeta, attualmente in provincia di Frosinone, ma a suo tempo parte della provincia di Caserta e prima ancora del Regno delle Due Sicilie, nel racconto “I contrafforti di Frosinone” esprime con umorismo e qualche idiosincrasia il proprio disappunto per l'arbitrario passaggio amministrativo, disposto dal governo fascista per motivi a tutt'oggi non del tutto chiariti, delle sue terre natali dalla nobile Campania al più rustico Lazio, nel quale egli proprio non riesce a riconoscersi. Scrive infatti Landolfi: Il mio paese, che era sempre stato nella provincia di Caserta, è attualmente nella provincia di Frosinone. (…) Né la sua lingua, prima che il triste evento si producesse, né le sue tradizioni ebbero mai nulla a che vedere con ciò che ancora qualche vecchio chiama ‘lo stato romano’: di qua Longobardi, Normanni, Angioini, di là papi e loro accoliti; di qua una lingua di tipo napoletano-abruzzese, di là una specie di romanesco suburbano; a non tener conto poi di tutto il resto. Benché le ragioni della storia e della lingua, al netto di un certo aristocratico e compiaciuto sciovinismo filonapoletano un po' di maniera, stiano inconfutabilmente dalla parte dello scrittore, nondimeno vi fu chi come Anton Giulio Bragaglia, sostenitore del termine "Ciociaria", credette di doverne rintuzzare gli argomenti, dando vita a un'aspra polemica condotta sulle pagine della Gazzetta ciociara, arrivando però ad accusare Landolfi utilizzando di fatto categorie proprie della definizione di "ciociaro" come termine offensivo e spregiativo: "Potremmo dire che [Landolfi] ci dà la prova di ciociarità, proprio col fatto d’esser uno di quei tipi nostrani, barbarici e selvatici, che non si civilizzano nemmeno andando all’estero. La Ciociaria ne produce ancora, purtroppo!"

### Giannocco
Il poeta contemporaneo Massimiliano Giannocco, nel libro "Novembre", vincitore nel 2021 del Premio letterario nazionale "Publio Virgilio Marone" e del secondo premio all'edizione dello stesso anno della "Ginestra di Firenze", ha dedicato una poesia a Monte San Giovanni Campano, intitolata "Ode al latino borgo monticiano": Incastonati gli ulivi nel dolce / pendio deliziano lo sguardo vivo, / mentre il mantello d’asfalto conduce / verso la meta ancestrale. Ecco! Spicca / il castello imperioso troneggiante / sul borgo superbo e la torre, faro / maestoso, fa da guida per terrestri / naviganti. Che vista dalla sua / sommità! I soffici verdi declivi / sono ammantati delicatamente / dall’abbraccio della bruma invernale / e le cime sporgenti sono scogli / di un candido placido mare. E pare / che un cielo paterno porga lo sguardo benigno e carezzi i placidi tetti / di Monte San Giovanni Campano.